# 天下を獲った男 豊臣秀吉
『天下を獲った男 豊臣秀吉』（てんかをとったおとこ とよとみひでよし）は、1993年1月1日にTBS系列で放映されたTBS大型時代劇スペシャルである。

## 概要
TBS大型時代劇スペシャル第8作。第1作『太閤記』以来、豊臣秀吉が二度目の主人公として描かれた。
脚本は二作とも高田宏治（『太閤記』は野波静雄と共同執筆）だが、ストーリー展開や登場人物は異なる。
群雄割拠の戦国時代に農民から戦国大名へと上りつめた木下藤吉郎（後の豊臣秀吉）。彼が侍を志した若き日から、天下人となり大坂城を築くまでを描く。
桶狭間の戦いの前に藤吉郎が今川軍に足軽として加わっていた頃より物語はスタートし、駿府城下で藤吉郎が松平元康（後の徳川家康）と知り合い、その後元康に同行した生駒屋敷で出会った商人・お耶耶に雇われて油売りの商人として奉公し、さらに生駒屋敷に出入りする織田信長の目に留まり織田家に武士として奉公するというストーリーになっている。
『太閤記』と比較すると、織田信長や明智光秀、おねの存在感が薄く、代わりに徳川家康や浅井長政、お市がクローズアップされている。ラストシーンは秀吉と家康の大坂城での対面である。
お耶耶役の十朱幸代は全作に出演している。
本シリーズでの戦国時代作品は5作目となる。

## あらすじ
駿府城内で行われた今川氏の家臣採用試験で、木下藤吉郎は散々な結果に終わった挙句、足軽組頭を殴って気絶させ、見せしめのために川へ放り込まれた。たまたま通りかかった侍に助けられたが、この侍こそ当時今川氏の人質になっていた松平元康、のちの徳川家康だった。なんとかして侍になりたい藤吉郎は、迷惑もお構いなしに今川義元から上洛時の先鋒を命ぜられていた元康のうしろにくっついていった…。

## キャスト
- 豊臣秀吉：柳葉敏郎
- お市／茶々（二役）：沢口靖子
- 織田信長：世良公則
- ねね：財前直見
- 織田信忠：野村宏伸
- 吉乃：鷲尾いさ子
- 前田利家：江藤潤
- 蜂須賀小六：本田博太郎
- 明智光秀：隆大介
- 柴田勝家：高橋悦史
- 丹羽長秀：田中浩
- 清水宗治：橋爪淳
- 斎藤利三：成瀬正孝
- 前野長康：宮沢風太郎
- 加藤清正：武野功雄
- 福島正則：山口粧太
- 滝川一益：山本清
- 遠藤直経：品川隆二
- 佐々成政：鹿内孝
- 安国寺恵瓊：菅貫太郎
- 足軽組頭：明石家さんま
- 今川義元：長門裕之
- 浅野長勝：下川辰平
- 大政所：菅井きん
- 勧修寺前子：岩下志麻
- 浅井長政：真田広之
- 濃姫：かたせ梨乃
- お松：名取裕子
- 徳川家康：三浦友和
- お耶耶：十朱幸代
- ジミー大西、中野みゆき、西川弘志、正城慎太郎、夏夕介、五代高之、野口貴史、秋篠美帆、阿波地大輔、真実一路、高良隆志、諸鍛冶裕太、福本清三、大浦龍宇一　ほか

## スタッフ
- 監督 - 中島貞夫
- 原案・脚本 - 高田宏治
- 主題歌 - 柳葉敏郎「俺の人生」（作詞作曲：松山千春）
- 語り - 陣内孝則
- 音楽 - 佐藤勝
- 製作者 - 日下部五朗
- 企画 - 佐伯明
- プロデュース - 奈村協、中山正久、葛原隆康、浜井誠
- 製作 - TBS、東映

## ソフト発売
本放送後、同月中にVHS版発売（レンタルも有）。
2004年10月にDVD版が発売されている（DVDレンタルも同時開始／発売：ビクターエンタテインメント）。